# Edgar Álvarez
Edgard Anthony Álvarez Reyes (n. 9 ianuarie 1980, Puerto Cortés, Honduras) este un fotbalist hondurian care se află sub contract cu clubul Dinamo București.